# カルチョビットA
『カルチョビットA』は、パリティビットが開発し、2017年1月12日に配信されたスマートフォン用サッカークラブ育成シミュレーションゲーム。

## 概要
2006年にゲームボーイアドバンスで第1作として発売された『カルチョビット』、2012年にニンテンドー3DS用ゲームとして発売された2作目『ポケットサッカーリーグ カルチョビット』に続くシリーズ3作目。